# Zelotes gattefossei
Zelotes gattefossei är en spindelart som beskrevs av Denis 1952. Zelotes gattefossei ingår i släktet Zelotes och familjen plattbuksspindlar.
Artens utbredningsområde är Marocko. Inga underarter finns listade i Catalogue of Life.